# Statistiche dei piloti di Formula 1 - Seconda sezione
Questa pagina descrive le statistiche dei Piloti di Formula 1. In grassetto i piloti titolari nella categoria, su sfondo dorato i piloti campioni del mondo.
Legenda
| Grassetto | Pilota in attività              |
| Oro       | Campione del mondo di Formula 1 |

Statistiche aggiornate al Gran Premio d'Ungheria 2025.

## Partenze in prima fila

### Totali
| Pos. | Pilota             | Prime file | Pole position |
| ---- | ------------------ | ---------- | ------------- |
| 1    | Lewis Hamilton     | 175        | 104           |
| 2    | Michael Schumacher | 116        | 68            |
| 3    | Sebastian Vettel   | 101        | 57            |
| 4    | Ayrton Senna       | 87         | 65            |
| 5    | Alain Prost        | 86         | 33            |
| 6    | Max Verstappen     | 80         | 44            |
| 7    | Nico Rosberg       | 60         | 30            |
| 8    | Nigel Mansell      | 56         | 32            |
| 9    | Juan Manuel Fangio | 48         | 29            |
| =    | Jim Clark          | 48         | 33            |
| 11   | Damon Hill         | 47         | 20            |
| 12   | Valtteri Bottas    | 46         | 20            |
| 13   | Nelson Piquet      | 44         | 24            |
| =    | Kimi Räikkönen     | 44         | 18            |
| 15   | Graham Hill        | 42         | 13            |
| =    | Jackie Stewart     | 42         | 17            |
| =    | Fernando Alonso    | 42         | 22            |
| =    | Charles Leclerc    | 42         | 27            |
| 19   | Mika Häkkinen      | 39         | 26            |
| 20   | Jack Brabham       | 38         | 13            |
| 21   | Stirling Moss      | 37         | 16            |
| =    | David Coulthard    | 37         | 12            |
| =    | Mark Webber        | 37         | 13            |
| 24   | René Arnoux        | 34         | 18            |
| =    | Rubens Barrichello | 34         | 14            |
| =    | Gerhard Berger     | 32         | 12            |
| 27   | Niki Lauda         | 31         | 24            |
| 28   | Riccardo Patrese   | 28         | 8             |
| 29   | Giuseppe Farina    | 27         | 5             |
| =    | Felipe Massa       | 27         | 16            |
| 31   | Juan Pablo Montoya | 26         | 13            |
| 32   | Alberto Ascari     | 25         | 14            |

| Pos. | Pilota                | Prime file | Pole position |
| ---- | --------------------- | ---------- | ------------- |
| =    | Jacky Ickx            | 25         | 13            |
| =    | Ronnie Peterson       | 25         | 14            |
| 35   | James Hunt            | 24         | 14            |
| =    | Mario Andretti        | 24         | 18            |
| =    | Jenson Button         | 24         | 8             |
| 38   | Denny Hulme           | 23         | 1             |
| =    | Jacques Villeneuve    | 23         | 13            |
| 40   | Dan Gurney            | 22         | 3             |
| =    | Carlos Reutemann      | 22         | 6             |
| =    | Lando Norris          | 22         | 13            |
| 43   | John Surtees          | 21         | 8             |
| =    | Clay Regazzoni        | 21         | 5             |
| 45   | Chris Amon            | 19         | 5             |
| =    | Ralf Schumacher       | 19         | 6             |
| 47   | Jochen Rindt          | 18         | 10            |
| 48   | Mike Hawthorn         | 17         | 4             |
| 49   | Emerson Fittipaldi    | 16         | 8             |
| 50   | Jarno Trulli          | 15         | 4             |
| =    | George Russell        | 15         | 6             |
| =    | Oscar Piastri         | 15         | 4             |
| 53   | Carlos Sainz Jr.      | 14         | 6             |
| 54   | Jody Scheckter        | 13         | 3             |
| =    | Alan Jones            | 13         | 6             |
| =    | Sergio Pérez          | 13         | 3             |
| 57   | José Froilán González | 12         | 3             |
| =    | Heinz-Harald Frentzen | 12         | 2             |
| 59   | Tony Brooks           | 11         | 3             |
| =    | Jean-Pierre Jabouille | 11         | 6             |
| =    | Jacques Laffite       | 11         | 7             |
| =    | John Watson           | 11         | 2             |
| =    | Giancarlo Fisichella  | 11         | 4             |

### Pilota più giovane in prima fila
| Pos. | Pilota             | Età                 | Posizione | Gara                           |
| ---- | ------------------ | ------------------- | --------- | ------------------------------ |
| 1    | Lance Stroll       | 18 anni, 308 giorni | 2º        | Gran Premio d'Italia 2017      |
| 2    | Max Verstappen     | 18 anni, 332 giorni | 2º        | Gran Premio del Belgio 2016    |
| 3    | Ricardo Rodríguez  | 19 anni, 208 giorni | 2º        | Gran Premio d'Italia 1961      |
| 4    | Sebastian Vettel   | 21 anni, 72 giorni  | 1º        | Gran Premio d'Italia 2008      |
| 5    | Charles Leclerc    | 21 anni, 165 giorni | 1º        | Gran Premio del Bahrein 2019   |
| 6    | Lando Norris       | 21 anni, 232 giorni | 2º        | Gran Premio d'Austria 2021     |
| 7    | Fernando Alonso    | 21 anni, 237 giorni | 1º        | Gran Premio della Malesia 2003 |
| 8    | Rubens Barrichello | 22 anni, 97 giorni  | 1º        | Gran Premio del Belgio 1994    |
| 9    | Lewis Hamilton     | 22 anni, 98 giorni  | 2º        | Gran Premio del Bahrein 2007   |
| 10   | Oscar Piastri      | 22 anni, 170 giorni | 2º        | Gran Premio del Giappone 2023  |

### Pilota più anziano in prima fila
| Pos. | Pilota             | Età                 | Posizione | Gara                              |
| ---- | ------------------ | ------------------- | --------- | --------------------------------- |
| 1    | Luigi Fagioli      | 52 anni, 23 giorni  | 3°        | Gran Premio di Francia 1950       |
| 2    | Felice Bonetto     | 50 anni, 26 giorni  | 2°        | Gran Premio di Francia 1953       |
| 3    | Giuseppe Farina    | 47 anni, 232 giorni | 3°        | Gran Premio del Belgio 1954       |
| 4    | Juan Manuel Fangio | 46 anni, 179 giorni | 1°        | Gran Premio d'Argentina 1958      |
| 5    | Piero Taruffi      | 45 anni, 280 giorni | 3°        | Gran Premio di Gran Bretagna 1952 |
| 6    | Karl Kling         | 44 anni, 360 giorni | 3°        | Gran Premio d'Italia 1955         |
| 7    | Jack Brabham       | 44 anni, 107 giorni | 2°        | Gran Premio di Gran Bretagna 1970 |
| 8    | Luigi Villoresi    | 44 anni, 50 giorni  | 3°        | Gran Premio di Francia 1953       |
| 9    | Mauri Rose         | 44 anni, 4 giorni   | 3°        | 500 Miglia di Indianapolis 1950   |
| 10   | Michael Schumacher | 43 anni, 103 giorni | 2°        | Gran Premio di Cina 2012          |

### Percentuale di partenze in prima fila
| Pos. | Pilota              | Pole position | Prime file | Gran Premi | Percentuale |
| ---- | ------------------- | ------------- | ---------- | ---------- | ----------- |
| 1    | Juan Manuel Fangio  | 29            | 48         | 52         | 92,3%       |
| 2    | Jack McGrath        | 1             | 5          | 6          | 83,3%       |
| 3    | Giuseppe Farina     | 5             | 27         | 34         | 79,4%       |
| 4    | Alberto Ascari      | 14            | 25         | 32         | 78,1%       |
| 5    | Jim Clark           | 33            | 48         | 72         | 66,7%       |
| 6    | Luigi Fagioli       | 0             | 4          | 7          | 57,1%       |
| 7    | Stirling Moss       | 16            | 37         | 67         | 55,2%       |
| 8    | Ayrton Senna        | 65            | 87         | 162        | 53,7%       |
| 10   | Eugenio Castellotti | 1             | 7          | 14         | 50,0%       |
| =    | Mauri Rose          | 0             | 1          | 2          | 50,0%       |

### Partenze in prima fila consecutive
| Pos. | Pilota           | Prime file | Gare                                |
| ---- | ---------------- | ---------- | ----------------------------------- |
| 1    | Ayrton Senna     | 24         | Germania 1988 - Australia 1989      |
| 2    | Lewis Hamilton   | 20         | Belgio 2014 - Italia 2015           |
| 3    | Damon Hill       | 17         | Australia 1995 - Giappone 1996      |
| 4    | Alain Prost      | 16         | Sudafrica 1993 - Australia 1993     |
| 5    | Nigel Mansell    | 15         | Australia 1986 - Messico 1987       |
| 6    | Sebastian Vettel | 14         | Singapore 2010 - Gran Bretagna 2011 |
| =    | Nico Rosberg     | 14         | Giappone 2015 - Europa 2016         |
| 8    | Nico Rosberg     | 12         | Gran Bretagna 2014 - Australia 2015 |
| =    | Nico Rosberg     | 12         | Gran Bretagna 2016 - Abu Dhabi 2016 |
| =    | Lewis Hamilton   | 12         | Stiria 2020 - Emilia-Romagna 2020   |

### Partenze in prima fila in una stagione
| Pos. | Pilota           | Stagione | Prime file | Gran Premi |
| ---- | ---------------- | -------- | ---------- | ---------- |
| 1    | Nico Rosberg     | 2016     | 20         | 21         |
| 2    | Sebastian Vettel | 2011     | 18         | 19         |
| =    | Lewis Hamilton   | 2015     | 18         | 19         |
| 4    | Ayrton Senna     | 1989     | 16         | 16         |
| =    | Alain Prost      | 1993     | 16         | 16         |
| =    | Damon Hill       | 1996     | 16         | 16         |
| =    | Max Verstappen   | 2023     | 16         | 22         |

## Giri più veloci

### Totali
| Pos. | Pilota             | Giri veloci |
| ---- | ------------------ | ----------- |
| 1    | Michael Schumacher | 77          |
| 2    | Lewis Hamilton     | 67          |
| 3    | Kimi Räikkönen     | 46          |
| 4    | Alain Prost        | 41          |
| 5    | Sebastian Vettel   | 38          |
| 6    | Max Verstappen     | 34          |
| 7    | Nigel Mansell      | 30          |
| 8    | Jim Clark          | 28          |
| 9    | Fernando Alonso    | 26          |
| 10   | Mika Häkkinen      | 25          |
| 11   | Niki Lauda         | 24          |
| 12   | Juan Manuel Fangio | 23          |
| =    | Nelson Piquet      | 23          |
| 14   | Gerhard Berger     | 21          |
| 15   | Nico Rosberg       | 20          |
| 16   | Stirling Moss      | 19          |
| =    | Ayrton Senna       | 19          |
| =    | Damon Hill         | 19          |
| =    | Mark Webber        | 19          |
| =    | Valtteri Bottas    | 19          |
| 21   | David Coulthard    | 18          |
| 22   | Rubens Barrichello | 17          |
| =    | Daniel Ricciardo   | 17          |
| =    | Lando Norris       | 17          |
| 25   | Jackie Stewart     | 15          |
| =    | Clay Regazzoni     | 15          |
| =    | Felipe Massa       | 15          |
| 28   | Jacky Ickx         | 14          |
| 29   | Alan Jones         | 13          |
| =    | Riccardo Patrese   | 13          |
| 31   | Alberto Ascari     | 12          |
| =    | Jack Brabham       | 12          |
| =    | René Arnoux        | 12          |

| Pos. | Pilota                | Giri veloci |
| ---- | --------------------- | ----------- |
| =    | Juan Pablo Montoya    | 12          |
| =    | Sergio Pérez          | 12          |
| 36   | John Surtees          | 11          |
| 37   | Graham Hill           | 10          |
| =    | Mario Andretti        | 10          |
| =    | Charles Leclerc       | 10          |
| =    | George Russell        | 10          |
| 41   | Jacques Villeneuve    | 9           |
| =    | Denny Hulme           | 9           |
| =    | Ronnie Peterson       | 9           |
| 44   | James Hunt            | 8           |
| =    | Gilles Villeneuve     | 8           |
| =    | Ralf Schumacher       | 8           |
| =    | Jenson Button         | 8           |
| 48   | Jacques Laffite       | 7           |
| =    | Oscar Piastri         | 7           |
| 50   | José Froilán González | 6           |
| =    | Mike Hawthorn         | 6           |
| =    | Phil Hill             | 6           |
| =    | Dan Gurney            | 6           |
| =    | Emerson Fittipaldi    | 6           |
| =    | Carlos Reutemann      | 6           |
| =    | Jacques Laffite       | 6           |
| =    | Heinz-Harald Frentzen | 6           |
| 58   | Giuseppe Farina       | 5           |
| =    | Carlos Pace           | 5           |
| =    | Jody Scheckter        | 5           |
| =    | Didier Pironi         | 5           |
| =    | John Watson           | 5           |
| =    | Michele Alboreto      | 5           |

### Pilota più giovane a segnare un giro veloce
| Pos. | Pilota                | Età                 | Gara                              |
| ---- | --------------------- | ------------------- | --------------------------------- |
| 1    | Andrea Kimi Antonelli | 18 anni, 224 giorni | Gran Premio del Giappone 2025     |
| 2    | Max Verstappen        | 19 anni, 44 giorni  | Gran Premio del Brasile 2016      |
| 3    | Lando Norris          | 20 anni, 235 giorni | Gran Premio d'Austria 2020        |
| 4    | Nico Rosberg          | 20 anni, 258 giorni | Gran Premio del Bahrein 2006      |
| 5    | Charles Leclerc       | 21 anni, 166 giorni | Gran Premio del Bahrein 2019      |
| 6    | Esteban Gutiérrez     | 21 anni, 280 giorni | Gran Premio di Spagna 2013        |
| 7    | Fernando Alonso       | 21 anni, 321 giorni | Gran Premio del Canada 2003       |
| 8    | Bruce McLaren         | 21 anni, 322 giorni | Gran Premio di Gran Bretagna 1959 |
| 9    | Sebastian Vettel      | 21 anni, 353 giorni | Gran Premio di Gran Bretagna 2009 |
| 10   | Daniil Kvjat          | 22 anni, 19 giorni  | Gran Premio di Spagna 2016        |

### Pilota più anziano a segnare un giro veloce
| Pos. | Pilota              | Età                 | Gara                                         |
| ---- | ------------------- | ------------------- | -------------------------------------------- |
| 1    | Juan Manuel Fangio  | 46 anni, 209 giorni | Gran Premio d'Argentina 1958                 |
| 2    | Piero Taruffi       | 45 anni, 218 giorni | Gran Premio di Svizzera 1952                 |
| 3    | Giuseppe Farina     | 44 anni, 321 giorni | Gran Premio d'Italia 1951                    |
| 4    | Jack Brabham        | 44 anni, 107 giorni | Gran Premio di Gran Bretagna 1970            |
| 5    | Luigi Villoresi     | 44 anni, 22 giorni  | Gran Premio d'Olanda 1953                    |
| 6    | Karl Kling          | 43 anni, 319 giorni | Gran Premio di Germania 1954                 |
| 7    | Michael Schumacher  | 43 anni, 201 giorni | Gran Premio di Germania 2012                 |
| 8    | Fernando Alonso     | 42 anni, 337 giorni | Gran Premio d'Austria 2024                   |
| 9    | Paul Russo          | 42 anni, 50 giorni  | 500 Miglia di Indianapolis 1956              |
| 10   | Maurice Trintignant | 42 anni, 43 giorni  | Gran Premio degli Stati Uniti d'America 1959 |

### Percentuale di giri più veloci
| Pos. | Pilota                | Stagioni             | Giri veloci | Gran Premi | Percentuale |
| ---- | --------------------- | -------------------- | ----------- | ---------- | ----------- |
| 1    | Bill Vukovich         | 1951-1955            | 3           | 5          | 60,0%       |
| 2    | Lee Wallard           | 1950-1951            | 1           | 2          | 50,0%       |
| 3    | Juan Manuel Fangio    | 1950-1958            | 23          | 51         | 45,1%       |
| 4    | Jim Clark             | 1960-1968            | 28          | 72         | 38,9%       |
| 5    | Alberto Ascari        | 1950-1955            | 12          | 32         | 37,5%       |
| 6    | Stirling Moss         | 1951-1961            | 19          | 66         | 28,8%       |
| 7    | Michael Schumacher    | 1991-2006, 2010-2012 | 77          | 306        | 25,2%       |
| 8    | José Froilán González | 1950-1957, 1960      | 6           | 26         | 23,1%       |
| 9    | Alain Prost           | 1980-1991, 1993      | 41          | 199        | 20,6%       |
| 10   | Jim Rathmann          | 1950, 1952-1960      | 2           | 10         | 20,0%       |

### Giri veloci consecutivi
| Pos. | Pilota             | Giri veloci | Gare                             |
| ---- | ------------------ | ----------- | -------------------------------- |
| 1    | Alberto Ascari     | 7           | Belgio 1952 - Argentina 1953     |
| 2    | Kimi Räikkönen     | 6           | Spagna 2008 - Gran Bretagna 2008 |
| 3    | Michael Schumacher | 5           | Bahrein 2004 - Europa 2004       |
| 4    | Jackie Stewart     | 4           | Monaco 1969 - Gran Bretagna 1969 |
| =    | Gilles Villeneuve  | 4           | Sudafrica 1979 - Belgio 1979     |
| =    | Nigel Mansell      | 4           | Canada 1991 - Gran Bretagna 1991 |
| =    | Kimi Räikkönen     | 4           | Francia 2005 - Ungheria 2005     |

### Giri veloci in una stagione
| Pos. | Pilota             | Stagione | Giri veloci | Gran Premi |
| ---- | ------------------ | -------- | ----------- | ---------- |
| 1    | Michael Schumacher | 2004     | 10          | 18         |
| =    | Kimi Räikkönen     | 2008     | 10          | 18         |
| =    | Kimi Räikkönen     | 2005     | 10          | 19         |
| 4    | Mika Häkkinen      | 2000     | 9           | 17         |
| =    | Max Verstappen     | 2023     | 9           | 22         |
| 6    | Nigel Mansell      | 1992     | 8           | 16         |
| =    | Michael Schumacher | 1994     | 8           | 16         |
| =    | Michael Schumacher | 1995     | 8           | 17         |
| =    | Lewis Hamilton     | 2015     | 8           | 19         |

### Percentuale di giri veloci in una stagione
| Pos. | Pilota             | Stagione | Giri veloci | Gran Premi | Percentuale |
| ---- | ------------------ | -------- | ----------- | ---------- | ----------- |
| 1    | Alberto Ascari     | 1952     | 6           | 8          | 75,0%       |
| 2    | Juan Manuel Fangio | 1951     | 5           | 8          | 62,5%       |
| 3    | Jim Clark          | 1963     | 6           | 10         | 60,0%       |
| =    | Jim Clark          | 1965     | 6           | 10         | 60,0%       |
| 5    | Jim Clark          | 1962     | 5           | 9          | 55,5%       |
| =    | Michael Schumacher | 2004     | 10          | 18         | 55,5%       |
| =    | Kimi Räikkönen     | 2008     | 10          | 18         | 55,5%       |
| 8    | Mika Häkkinen      | 2000     | 9           | 17         | 52,9%       |
| 9    | Kimi Räikkönen     | 2005     | 10          | 19         | 52,6%       |
| 10   | Juan Manuel Fangio | 1956     | 4           | 8          | 50,0%       |
| =    | Nigel Mansell      | 1992     | 8           | 16         | 50,0%       |
| =    | Michael Schumacher | 1994     | 8           | 16         | 50,0%       |

### Stagioni consecutive con almeno un giro veloce
| Pos. | Pilota             | Stagioni | Prima | Ultima |
| ---- | ------------------ | -------- | ----- | ------ |
| 1    | Michael Schumacher | 15       | 1992  | 2006   |
| =    | Lewis Hamilton     | 15       | 2010  | 2024   |
| 3    | Alain Prost        | 11       | 1981  | 1991   |
| =    | Sebastian Vettel   | 11       | 2009  | 2019   |
| 5    | Max Verstappen     | 10       | 2016  | 2025   |
| 6    | Stirling Moss      | 8        | 1954  | 1961   |
| =    | Nigel Mansell      | 8        | 1985  | 1992   |

### Gare disputate prima di segnare un giro veloce
| Pos. | Pilota             | N° Gara | Gran Premio                                  |
| ---- | ------------------ | ------- | -------------------------------------------- |
| 1    | Jarno Trulli       | 203     | Gran Premio del Bahrein 2009                 |
| 2    | Jenson Button      | 155     | Gran Premio della Malesia 2009               |
| 3    | Esteban Ocon       | 152     | Gran Premio degli Stati Uniti d'America 2024 |
| 4    | Nick Heidfeld      | 134     | Gran Premio della Malesia 2008               |
| 5    | Mark Webber        | 131     | Gran Premio d'Ungheria 2009                  |
| 6    | Thierry Boutsen    | 114     | Gran Premio di Germania 1990                 |
| 7    | Rubens Barrichello | 113     | Gran Premio d'Australia 2000                 |
| 8    | Carlos Sainz Jr.   | 104     | Gran Premio di Stiria 2020                   |
| 9    | Mika Häkkinen      | 92      | Gran Premio d'Italia 1997                    |
| 10   | Keke Rosberg       | 89      | Gran Premio di Francia 1985                  |

### Giri veloci nello stesso Gran Premio
| Pos. | Pilota             | Giri veloci | Gran Premio   |
| ---- | ------------------ | ----------- | ------------- |
| 1    | Nigel Mansell      | 7           | Gran Bretagna |
| =    | Michael Schumacher | 7           | Spagna        |
| =    | Lewis Hamilton     | 7           | Italia        |
| 4    | Alain Prost        | 6           | Belgio        |
| =    | Michael Schumacher | 6           | Europa        |
| =    | Kimi Räikkönen     | 6           | Australia     |

### Giri veloci nel Gran Premio di casa
| Pos. | Pilota             | Giri veloci | Gran Premio   |
| ---- | ------------------ | ----------- | ------------- |
| 1    | Nigel Mansell      | 7           | Gran Bretagna |
| 2    | Stirling Moss      | 5           | Gran Bretagna |
| =    | Michael Schumacher | 5           | Germania      |
| =    | Lewis Hamilton     | 5           | Gran Bretagna |
| 5    | Alain Prost        | 4           | Francia       |
| 6    | Juan Manuel Fangio | 3           | Argentina     |
| =    | Jackie Stewart     | 3           | Gran Bretagna |
| =    | Nelson Piquet      | 3           | Brasile       |
| =    | Damon Hill         | 3           | Gran Bretagna |

### Giri veloci con lo stesso costruttore
(N.B. Nella tabella seguente sono evidenziate in grassetto solo le accoppiate pilota-scuderia attualmente in attività)
| Pos. | Pilota             | Scuderia | Giri veloci |
| ---- | ------------------ | -------- | ----------- |
| 1    | Lewis Hamilton     | Mercedes | 55          |
| 2    | Michael Schumacher | Ferrari  | 53          |
| 3    | Max Verstappen     | Red Bull | 34          |
| 4    | Jim Clark          | Lotus    | 28          |
| 5    | Mika Häkkinen      | McLaren  | 25          |
| 6    | Nigel Mansell      | Williams | 24          |
| =    | Alain Prost        | McLaren  | 24          |
| =    | Sebastian Vettel   | Red Bull | 24          |

## Podi

### Totali
| Pos. | Pilota             | Podi |
| ---- | ------------------ | ---- |
| 1    | Lewis Hamilton     | 202  |
| 2    | Michael Schumacher | 155  |
| 3    | Sebastian Vettel   | 122  |
| 4    | Max Verstappen     | 117  |
| 5    | Alain Prost        | 106  |
| =    | Fernando Alonso    | 106  |
| 7    | Kimi Räikkönen     | 103  |
| 8    | Ayrton Senna       | 80   |
| 9    | Rubens Barrichello | 68   |
| 10   | Valtteri Bottas    | 67   |
| 11   | David Coulthard    | 62   |
| 12   | Nelson Piquet      | 60   |
| 13   | Nigel Mansell      | 59   |
| 14   | Nico Rosberg       | 57   |
| 15   | Niki Lauda         | 54   |
| 16   | Mika Häkkinen      | 51   |
| 17   | Jenson Button      | 50   |
| 18   | Gerhard Berger     | 48   |
| =    | Charles Leclerc    | 48   |
| 20   | Carlos Reutemann   | 45   |
| 21   | Jackie Stewart     | 43   |
| 22   | Damon Hill         | 42   |
| =    | Mark Webber        | 42   |
| 24   | Felipe Massa       | 41   |
| 25   | Sergio Pérez       | 39   |
| 26   | Lando Norris       | 38   |
| 27   | Riccardo Patrese   | 37   |
| 28   | Graham Hill        | 36   |
| 29   | Emerson Fittipaldi | 35   |
| =    | Juan Manuel Fangio | 35   |
| 31   | Denny Hulme        | 33   |
| =    | Jody Scheckter     | 33   |
| 33   | Jean Alesi         | 32   |
| =    | Jacques Laffite    | 32   |
| =    | Jim Clark          | 32   |
| =    | Daniel Ricciardo   | 32   |

| Pos. | Pilota                | Podi |
| ---- | --------------------- | ---- |
| 37   | Jack Brabham          | 31   |
| 38   | Juan Pablo Montoya    | 30   |
| 39   | Clay Regazzoni        | 28   |
| 40   | Bruce McLaren         | 27   |
| =    | Ralf Schumacher       | 27   |
| =    | Carlos Sainz Jr.      | 27   |
| 43   | Ronnie Peterson       | 26   |
| =    | Eddie Irvine          | 26   |
| 45   | Jacky Ickx            | 25   |
| 46   | John Surtees          | 24   |
| =    | Alan Jones            | 24   |
| =    | Stirling Moss         | 24   |
| 49   | James Hunt            | 23   |
| =    | Michele Alboreto      | 23   |
| =    | Jacques Villeneuve    | 23   |
| 52   | René Arnoux           | 22   |
| =    | Oscar Piastri         | 22   |
| 54   | George Russell        | 21   |
| 55   | Giuseppe Farina       | 20   |
| =    | John Watson           | 20   |
| 57   | Dan Gurney            | 19   |
| =    | Patrick Depailler     | 19   |
| =    | Mario Andretti        | 19   |
| =    | Giancarlo Fisichella  | 19   |
| 61   | Mike Hawthorn         | 18   |
| =    | Heinz-Harald Frentzen | 18   |
| 63   | Alberto Ascari        | 17   |
| =    | Keke Rosberg          | 17   |
| 65   | Phil Hill             | 16   |
| 66   | José Froilán González | 15   |
| =    | Thierry Boutsen       | 15   |
| 68   | Richie Ginther        | 14   |

### Secondi posti
| Pos. | Pilota             | Secondi posti |
| ---- | ------------------ | ------------- |
| 1    | Lewis Hamilton     | 57            |
| 2    | Michael Schumacher | 43            |
| 3    | Fernando Alonso    | 40            |
| 4    | Kimi Räikkönen     | 37            |
| 5    | Sebastian Vettel   | 36            |
| 6    | Alain Prost        | 35            |
| =    | Max Verstappen     | 35            |
| 8    | Rubens Barrichello | 29            |
| =    | Valtteri Bottas    | 29            |
| 10   | David Coulthard    | 26            |

### Terzi posti
| Pos. | Pilota             | Terzi posti |
| ---- | ------------------ | ----------- |
| 1    | Kimi Räikkönen     | 45          |
| 2    | Lewis Hamilton     | 40          |
| 3    | Fernando Alonso    | 34          |
| 4    | Sebastian Vettel   | 33          |
| 5    | Rubens Barrichello | 28          |
| =    | Valtteri Bottas    | 28          |
| 7    | Charles Leclerc    | 24          |
| 8    | David Coulthard    | 23          |

### Più giovane a podio
| Pos. | Pilota                | Età                 | Gara                           |
| ---- | --------------------- | ------------------- | ------------------------------ |
| 1    | Max Verstappen        | 18 anni, 228 giorni | Gran Premio di Spagna 2016     |
| 2    | Lance Stroll          | 18 anni, 239 giorni | Gran Premio d'Azerbaigian 2017 |
| 3    | Andrea Kimi Antonelli | 18 anni, 294 giorni | Gran Premio del Canada 2025    |
| 4    | Lando Norris          | 20 anni, 235 giorni | Gran Premio d'Austria 2020     |
| 5    | Sebastian Vettel      | 21 anni, 73 giorni  | Gran Premio d'Italia 2008      |
| 6    | Daniil Kvjat          | 21 anni, 91 giorni  | Gran Premio d'Ungheria 2015    |
| 7    | Kevin Magnussen       | 21 anni, 162 giorni | Gran Premio d'Australia 2014   |
| 8    | Charles Leclerc       | 21 anni, 166 giorni | Gran Premio del Bahrein 2019   |
| 9    | Fernando Alonso       | 21 anni, 237 giorni | Gran Premio della Malesia 2003 |
| 10   | Robert Kubica         | 21 anni, 277 giorni | Gran Premio d'Italia 2006      |

### Più anziano a podio
| Pos. | Pilota             | Età                 | Gara                              |
| ---- | ------------------ | ------------------- | --------------------------------- |
| 1    | Luigi Fagioli      | 53 anni, 22 giorni  | Gran Premio di Francia 1951       |
| 2    | Louis Chiron       | 50 anni, 291 giorni | Gran Premio di Monaco 1950        |
| 3    | Felice Bonetto     | 49 anni, 363 giorni | Gran Premio d'Olanda 1953         |
| 4    | Piero Taruffi      | 48 anni, 334 giorni | Gran Premio d'Italia 1955         |
| 5    | Giuseppe Farina    | 48 anni, 218 giorni | Gran Premio del Belgio 1955       |
| 6    | Juan Manuel Fangio | 46 anni, 76 giorni  | Gran Premio d'Italia 1957         |
| 7    | Karl Kling         | 44 anni, 303 giorni | Gran Premio di Gran Bretagna 1955 |
| 8    | Louis Rosier       | 44 anni, 225 giorni | Gran Premio del Belgio 1950       |
| 9    | Luigi Villoresi    | 44 anni, 120 giorni | Gran Premio d'Italia 1953         |
| 10   | Jack Brabham       | 44 anni, 107 giorni | Gran Premio di Gran Bretagna 1970 |

### Percentuale di podi
| Pos. | Pilota                | Stagioni             | Podi | Gran Premi | Percentuale |
| ---- | --------------------- | -------------------- | ---- | ---------- | ----------- |
| 1    | Dorino Serafini       | 1950                 | 1    | 1          | 100,0%      |
| =    | George Amick          | 1958                 | 1    | 1          | 100,0%      |
| 3    | Luigi Fagioli         | 1950-1951            | 6    | 7          | 85,7%       |
| 4    | Juan Manuel Fangio    | 1950-1951, 1953-1958 | 35   | 51         | 68,6%       |
| 5    | Giuseppe Farina       | 1950-1955            | 20   | 33         | 60,6%       |
| 6    | José Froilán González | 1950-1957, 1960      | 15   | 26         | 57,7%       |
| 7    | Lewis Hamilton        | 2007-2024            | 202  | 370        | 54,6%       |
| 8    | Max Verstappen        | 2015-2024            | 117  | 223        | 52,5%       |
| 9    | Alain Prost           | 1980-1991, 1993      | 106  | 199        | 53,2%       |
| 10   | Alberto Ascari        | 1950-1955            | 17   | 32         | 53,1%       |

### Podi consecutivi
| Pos. | Pilota             | Podi consecutivi | Gare                              |
| ---- | ------------------ | ---------------- | --------------------------------- |
| 1    | Michael Schumacher | 19               | Stati Uniti 2001 - Giappone 2002  |
| 2    | Lewis Hamilton     | 16               | Italia 2014 - Gran Bretagna 2015  |
| 3    | Fernando Alonso    | 15               | Turchia 2005 - Canada 2006        |
| =    | Max Verstappen     | 15               | Abu Dhabi 2022 - Italia 2023      |
| 5    | Sebastian Vettel   | 11               | Brasile 2010 - Gran Bretagna 2011 |
| =    | Sebastian Vettel   | 11               | Germania 2013 - Brasile 2013      |
| 7    | Lewis Hamilton     | 10               | Brasile 2018 - Francia 2019       |

### Podi consecutivi dalla prima gara di stagione
| Pos. | Pilota             | Stagione | Gran Premi a podio      | Podi |
| ---- | ------------------ | -------- | ----------------------- | ---- |
| 1    | Michael Schumacher | 2002     | Australia-Giappone      | 17   |
| 2    | Max Verstappen     | 2023     | Bahrein-Italia          | 14   |
| 3    | Fernando Alonso    | 2006     | Bahrein-Canada          | 9    |
| =    | Lewis Hamilton     | 2007     | Australia-Gran Bretagna | 9    |
| =    | Sebastian Vettel   | 2011     | Australia-Gran Bretagna | 9    |
| =    | Lewis Hamilton     | 2015     | Australia-Gran Bretagna | 9    |
| =    | Nico Rosberg       | 2015     | Australia-Gran Bretagna | 9    |

### Podi in una stagione
| Pos. | Pilota             | Stagione | Podi | Gran Premi |
| ---- | ------------------ | -------- | ---- | ---------- |
| 1    | Max Verstappen     | 2023     | 21   | 22         |
| 2    | Max Verstappen     | 2021     | 18   | 22         |
| 3    | Michael Schumacher | 2002     | 17   | 17         |
| =    | Sebastian Vettel   | 2011     | 17   | 19         |
| =    | Lewis Hamilton     | 2015     | 17   | 19         |
| =    | Lewis Hamilton     | 2016     | 17   | 21         |
| =    | Lewis Hamilton     | 2018     | 17   | 21         |
| =    | Lewis Hamilton     | 2019     | 17   | 21         |
| =    | Lewis Hamilton     | 2021     | 17   | 22         |
| =    | Max Verstappen     | 2022     | 17   | 22         |

### Percentuale di podi in una stagione
| Pos. | Pilota             | Stagione | Podi | Gran Premi | Percentuale |
| ---- | ------------------ | -------- | ---- | ---------- | ----------- |
| 1    | Michael Schumacher | 2002     | 17   | 17         | 100,0%      |
| 2    | Max Verstappen     | 2023     | 21   | 22         | 95,5%       |
| 3    | Jim Clark          | 1963     | 9    | 10         | 90,0%       |
| 4    | Sebastian Vettel   | 2011     | 17   | 19         | 89,5%       |
| =    | Lewis Hamilton     | 2015     | 17   | 19         | 89,5%       |
| 6    | Alain Prost        | 1988     | 14   | 16         | 87,5%       |
| 7    | Sebastian Vettel   | 2013     | 16   | 19         | 84,2%       |
| =    | Lewis Hamilton     | 2014     | 16   | 19         | 84,2%       |
| 9    | Michael Schumacher | 2004     | 15   | 18         | 83,3%       |
| 10   | Michael Schumacher | 2001     | 14   | 17         | 82,4%       |

### Stagioni consecutive con almeno un podio
| Pos. | Pilota             | Stagioni | Prima | Ultima |
| ---- | ------------------ | -------- | ----- | ------ |
| 1    | Lewis Hamilton     | 18       | 2007  | 2024   |
| 2    | Michael Schumacher | 15       | 1992  | 2006   |
| 3    | Sebastian Vettel   | 14       | 2008  | 2021   |
| 4    | Nigel Mansell      | 12       | 1981  | 1992   |
| =    | Gerhard Berger     | 12       | 1986  | 1997   |
| =    | Fernando Alonso    | 12       | 2003  | 2014   |
| 7    | Alain Prost        | 11       | 1981  | 1991   |
| 8    | Ayrton Senna       | 10       | 1984  | 1993   |
| =    | David Coulthard    | 10       | 1994  | 2003   |
| =    | Ralf Schumacher    | 10       | 1997  | 2006   |
| =    | Max Verstappen     | 10       | 2016  | 2025   |

### Gare disputate prima di andare a podio
| Pos. | Pilota            | N° Gara | Gran Premio                       |
| ---- | ----------------- | ------- | --------------------------------- |
| 1    | Nico Hülkenberg   | 239     | Gran Premio di Gran Bretagna 2025 |
| 2    | Carlos Sainz Jr.  | 101     | Gran Premio del Brasile 2019      |
| 3    | Martin Brundle    | 91      | Gran Premio di Francia 1992       |
| 4    | Mika Salo         | 72      | Gran Premio di Germania 1999      |
| 5    | Jenson Button     | 68      | Gran Premio della Malesia 2004    |
| 6    | Johnny Herbert    | 67      | Gran Premio di Spagna 1995        |
| =    | Pedro de la Rosa  | 67      | Gran Premio d'Ungheria 2006       |
| 8    | Esteban Ocon      | 66      | Gran Premio di Sakhir 2020        |
| 9    | Gianni Morbidelli | 60      | Gran Premio d'Australia 1995      |
| 10   | Felipe Massa      | 57      | Gran Premio d'Europa 2006         |

### Podi nello stesso Gran Premio
| Pos. | Pilota             | Podi | Gran Premio   |
| ---- | ------------------ | ---- | ------------- |
| 1    | Lewis Hamilton     | 14   | Gran Bretagna |
| 2    | Michael Schumacher | 12   | Canada        |
| =    | Michael Schumacher | 12   | San Marino    |
| =    | Michael Schumacher | 12   | Spagna        |
| =    | Lewis Hamilton     | 12   | Spagna        |
| =    | Lewis Hamilton     | 12   | Ungheria      |
| 7    | Michael Schumacher | 11   | Francia       |
| =    | Alain Prost        | 11   | Francia       |
| =    | Lewis Hamilton     | 11   | Bahrein       |
| =    | Lewis Hamilton     | 11   | Belgio        |

### Podi nel Gran Premio di casa
| Pos. | Pilota             | Podi | Gran Premio   |
| ---- | ------------------ | ---- | ------------- |
| 1    | Lewis Hamilton     | 14   | Gran Bretagna |
| 2    | Alain Prost        | 11   | Francia       |
| 3    | Michael Schumacher | 7    | Germania      |
| =    | Fernando Alonso    | 7    | Spagna        |
| 5    | Nigel Mansell      | 6    | Gran Bretagna |
| 6    | John Surtees       | 5    | Gran Bretagna |
| =    | Jim Clark          | 5    | Gran Bretagna |
| =    | Felipe Massa       | 5    | Brasile       |

### Podi con lo stesso costruttore
(N.B. Nella tabella seguente sono evidenziate in grassetto solo le accoppiate pilota-scuderia attualmente in attività)
| Pos. | Pilota             | Scuderia | Podi |
| ---- | ------------------ | -------- | ---- |
| 1    | Lewis Hamilton     | Mercedes | 153  |
| 2    | Max Verstappen     | Red Bull | 117  |
| 3    | Michael Schumacher | Ferrari  | 116  |
| 4    | Sebastian Vettel   | Red Bull | 65   |
| 5    | Alain Prost        | McLaren  | 63   |
| 6    | Valtteri Bottas    | Mercedes | 58   |
| 7    | Ayrton Senna       | McLaren  | 55   |
| =    | Rubens Barrichello | Ferrari  | 55   |
| =    | Nico Rosberg       | Mercedes | 55   |
| =    | Sebastian Vettel   | Ferrari  | 55   |

### Numero di Podi senza vittorie
| Pos. | Pilota           | Podi |
| ---- | ---------------- | ---- |
| 1    | Nick Heidfeld    | 13   |
| 2    | Stefan Johansson | 12   |
| 3    | Chris Amon       | 11   |
| 4    | Romain Grosjean  | 10   |
| 5    | Jean Behra       | 9    |
| =    | Eddie Cheever    | 9    |
| =    | Martin Brundle   | 9    |
| 8    | Luigi Villoresi  | 8    |